# Abi Gamin
L'Abi Gamin est un sommet du Garhwal proche du Kamet qui culmine à 7 355 m.

## Géographie
L'Abi Gamin se situe près de la frontière tibétaine.

## Histoire
- 1855 - Les frères Schlaginweit tentent sans succès l'ascension jusqu'à une altitude estimée à 6 710 mètres
- 1874-1875 - L'altitude de 6 784 mètres est atteinte par les géographes E. C. Ryall et I. S. Pocock (record d'altitude)
- 1907 - Expédition avec Tom George Longstaff et C. G. Bruce
- 1911 - Tentative par A. M. Slingsby
- 1912 - Ascension jusqu'au col Meade par Charles Francis Meade, entre Abi Gamin et Kamet
- 1913 - Tentative par A. M. Slingsby (jusqu'à 7 000 mètres)
- 22 août 1950 : première ascension par René Dittert, Alfred Tissières et Gabriel Cevalley